# Petición del sufragio femenino de 1893 en Nueva Zelanda

La primera hoja de la Petición de sufragio femenino de 1893. Referencia de archivo LE1 1893 / 7a

La petición de sufragio femenino de 1893 permitió a Nueva Zelanda ser el primer país del mundo en reconocer el sufragio de las mujeres como un derecho inalienable.

## Historia

### Antecedentes
La primera reivindicación en la isla se hizo en 1869. A partir de ella durante los siguientes años se realizaron diversas reivindicaciones sobre los derechos de las mujeres.
Los logros de las sufragistas neozelandesas fueron fruto de una intensa campaña liderada desde 1887 por la colona Kate Sheppard, desde la rama neozelandesa de la Unión Cristiana de Mujeres por la Templanza. Se pusieron en marcha una serie de peticiones apoyadas por miles de mujeres en 1891 y 1892 y culminó con una recogida masiva de firmas en 1893, que fueron enviadas al Parlamento. Tras estas reivindicaciones, la opinión pública, los partidos políticos y el primer ministro John Ballance estuvieron a favor de la aprobación del sufragio femenino.
Pese al origen colonial del movimiento sufragista neozelandés, una de sus principales características es el trabajo conjunto de colonas y población indígena. De hecho, la líder maorí Meri Te Tai Mangakāhia fue un paso más allá de Sheppard y exigió no solo el derecho a voto, sino también que las mujeres maoríes pudiesen optar a cargos electos.
A pesar de todo, poder acudir a las urnas no significó la plena inmersión en la vida política: no fue hasta 1919 cuando las mujeres neozelandesas consiguieron presentarse a las elecciones, y hasta 1933 cuando la primera parlamentaria, Elizabeth McCombs, llegó a la cámara de Nueva Zelanda.

### Historia de la petición de 1893
La petición del sufragio femenino de 1893 fue la tercera de tres peticiones realizadas al gobierno de Nueva Zelanda en apoyo del sufragio femenino y se recogió en la Ley Electoral de 1893, que otorgó a las mujeres el derecho a votar en las elecciones generales de 1893. La petición de 1893, con casi 32.000 firmas, fue la petición con más firmas presentada al Parlamento neozelandés en aquella época. Fue sustancialmente mayor que la petición de 1891, con alrededor de 9.000 firmas, y que la petición de 1892, que contenía unas 20.000 firmas. La petición fue firmada en varios lugares del país por mujeres, de 21 años o más, que firmaron con sus nombres y direcciones.
La petición fue presentada al Parlamento el 28 de julio de 1893. La petición principal tenía más de 500 hojas individuales juntas que formaba un rollo que tenía una longitud de más de 270 metros (295,3 yd) . Hubo otras 12 peticiones más pequeñas que no sobrevivieron.
El 19 de septiembre de 1893, el gobernador neozelandés Lord Glasgow aprobaba una nueva ley electoral que, tras años de protestas permitía a todas las mujeres mayores de edad (21 años) votar en las elecciones parlamentarias. Se estima que a los comicios tras la entrada en vigor de la nueva ley acudieron a votar el 65% de las mujeres mayores de 21 años.

### Documentación histórica

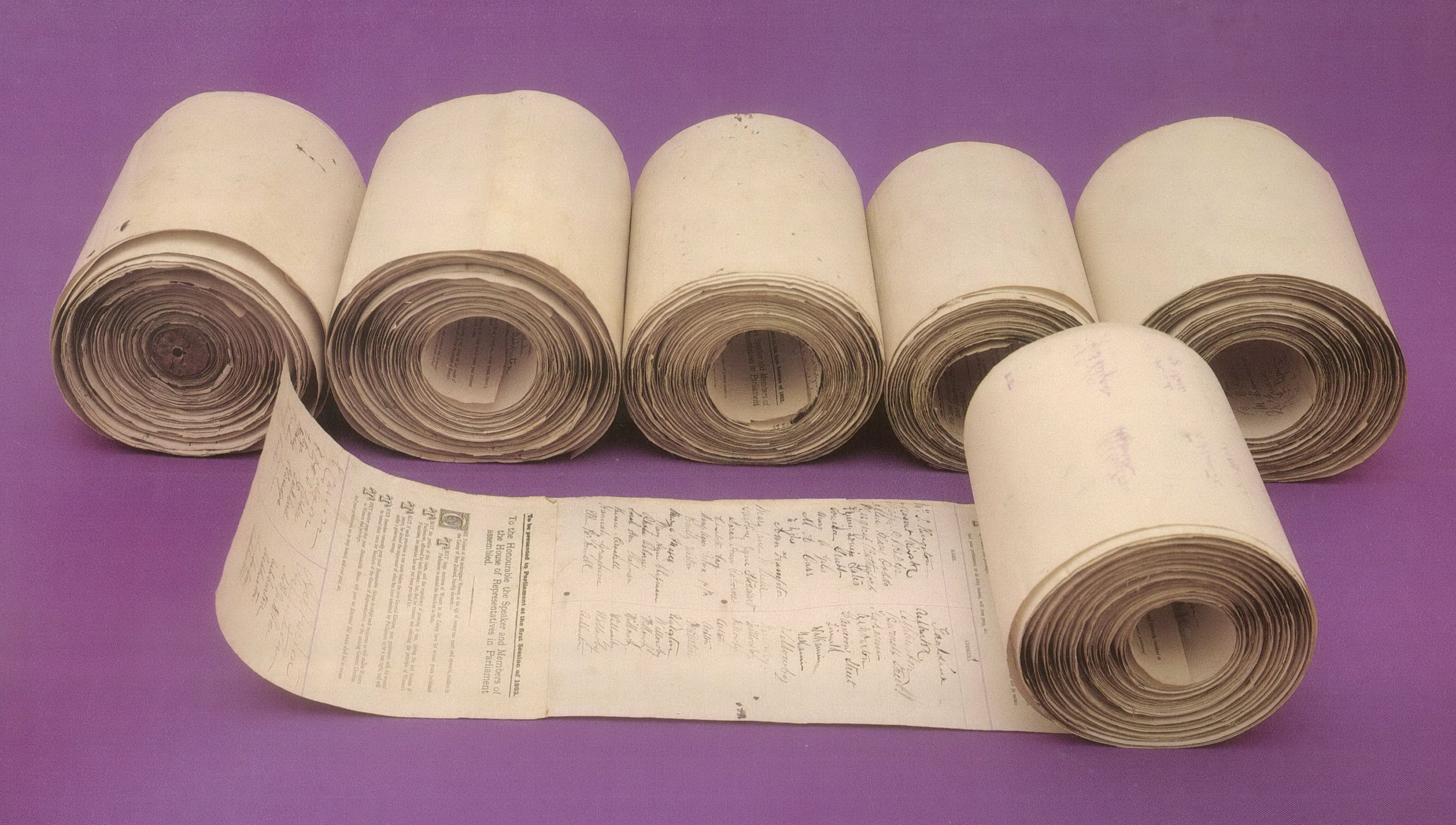
1893 Petición de sufragio femenino

La petición se exhibe en la Biblioteca Nacional de Nueva Zelanda en Wellington como parte de la exhibición He Tohu. Sin embargo, permanece bajo el cuidado de los Archivos de Nueva Zelanda . Ha estado en el registro de la Memoria del Mundo de la UNESCO desde 1997.
La petición de 1891 no ha sobrevivido, pero la petición de 1892 está en los Archivos de Nueva Zelanda.